# Rudolf Seck
Rudolf Joachim Seck, född 15 juli 1908 i Bunsoh, död 1974, var en tysk SS-Unterscharführer. Han var under andra världskriget kommendant för koncentrationsläget Jungfernhof, beläget i det av Tyskland ockuperade Lettland.
Seck deltog bland annat i Aktion Dünamünde i mars 1942, då tusentals lettiska judar arkebuserades i Biķernieki. År 1951 dömdes Seck till livstids fängelse för krigsförbrytelser och brott mot mänskligheten.